# Convolvulus althaeoides subsp. tenuissimus
Sous-espèce
Synonymes
- Convolvulus althaeoides subsp. elegantissimus (Mill.) Quézel & Santa[2]
- Convolvulus althaeoides var. pedatus Choisy[2]
- Convolvulus elegantissimus Miller[2]
- Convolvulus sericeus Forssk.[2]
- Convolvulus tenuissimus Sm.[2]

Le Liseron très élégant, Convolvulus althaeoides subsp. tenuissimus, est une sous-espèce de plantes de la famille des Convolvulacées, de l'espèce Convolvulus althaeoides.

## Synonymes
Basionyme : 
- Convolvulus tenuissimus Sm., in Sibth. & Sm., Fl. Graec. prodr. vol. 1: 134. 1806.

Synonymes :
- Convolvulus elegantissimus Mill., Gard. dict., ed. 8: Convolvulus no. 22. 1768.
- Convolvulus althaeoides subsp. elegantissimus (Mill.) Quézel & Santa, Nouv. Fl. Algérie: 758. 1963.
- Convolvulus althaeoides var. pedatus Choisy, Prodr., 9: 409. 1845.
- Convolvulus pedatus Forssk. ex Choisy, Prodr. (de Candolle) 9: 410. 1845.
- Convolvulus sericeus Forssk., Fl. Aegypt.-Arab. 203. 1775.

## Description
Cette sous-espèce se distingue par le cœur blanc de la corolle de la fleur et ses feuilles profondément palmatiséquées à 5, 7 ou 9 lobes.
Ce liseron est originaire de Grèce et Bulgarie, on le trouve en France en Provence.